# Lô Giang
Lô Giang là một xã thuộc huyện Đông Hưng, tỉnh Thái Bình, Việt Nam.

## Diện tích và dân số
Xã Lô Giang có diện tích 4,49 km². Theo Tổng điều tra dân số năm 1999, xã Lô Giang có số dân 4.938 người.

## Địa giới hành chính
Xã Lô Giang nằm ở phía tây của huyện Đông Hưng, thuộc tả ngạn sông Tiên Hưng.
- Phía đông giáp các xã Mê Linh và Hợp Tiến, huyện Đông Hưng;
- Phía nam giáp các xã Chương Dương, Thăng Long và Minh Tân, huyện Đông Hưng;
- Phía tây giáp xã Minh Tân, huyện Đông Hưng;
- Phía bắc giáp các xã Chi Lăng và Tây Đô, huyện Hưng Hà.